# Stenoma nycteropa
Stenoma nycteropa es una especie de polilla del género Stenoma, orden Lepidoptera.
Fue descrita científicamente por Meyrick en 1915.
Su envergadura es de 14 a 15 mm.

## Distribución
Stenoma nycteropa habita en el continente de América, en Guyana.